# Fungo velenoso

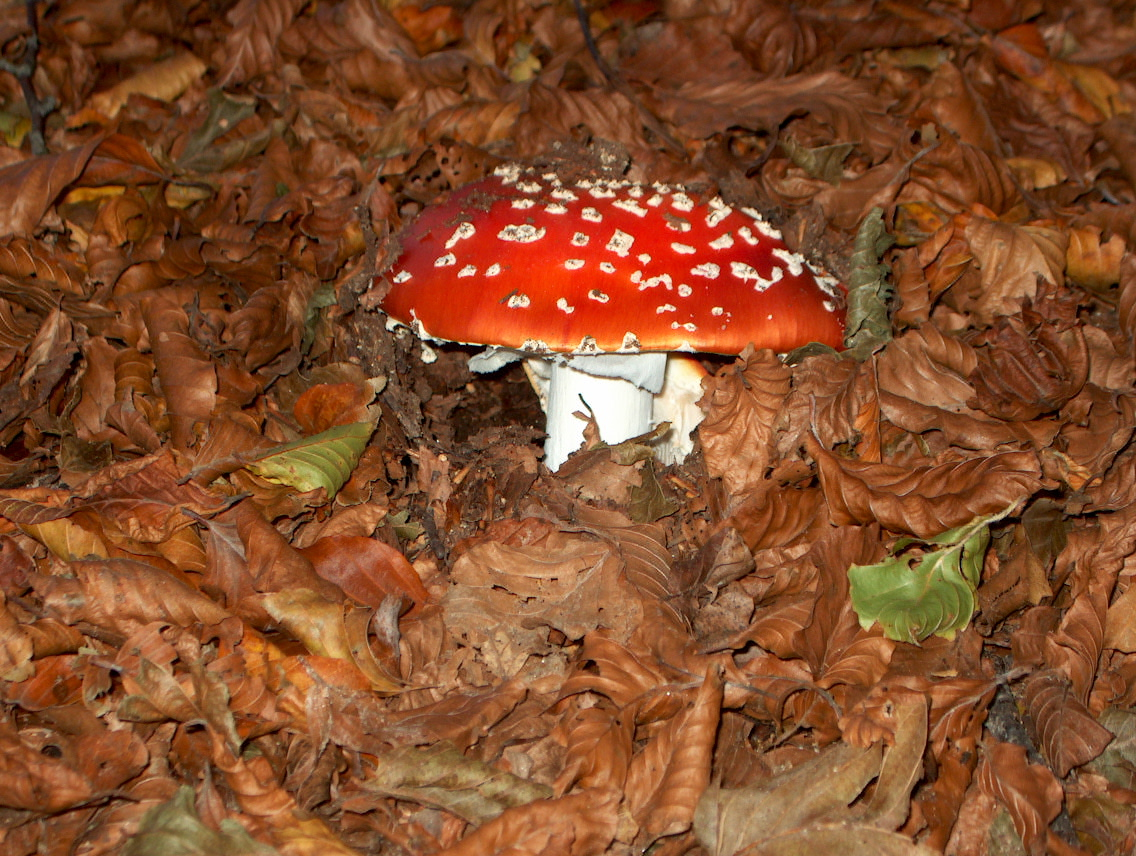

Vengono considerati funghi velenosi quelli che sintetizzano sostanze tossiche per l'organismo umano.
I sintomi che spesso si manifestano, dopo l'ingestione, possono variare da lievi malesseri gastrointestinali fino alla morte.
Molto spesso l'avvelenamento da funghi avviene attraverso l'ingestione di specie selvatiche o a causa di un errore di identificazione. Errore che si ripete, nella maggior parte dei casi, con lo scambio di una specie tossica per una commestibile. Anche tra i raccoglitori di funghi più esperti, seppur raramente, si verificano casi di morte per avvelenamento da funghi.
Per prevenire l'avvelenamento da funghi, bisognerebbe quindi avere estrema familiarità con le specie tossiche, perché potrebbero risultare ingannevoli da un punto di vista della struttura e della forma. Inoltre, la commestibilità di un fungo dipende anche dai metodi di cottura e di preparazione dello stesso.
La legge italiana (352/1993) prevede, peraltro, che non si debbano distruggere gli esemplari di specie velenose (anche mortali) o ritenute tali, in quanto anch'essi sono utili all'ecosistema e alla vita dei boschi.
Si raccomanda, una volta effettuata la raccolta dei funghi, di farla esaminare da parte di un esperto micologo.

## Tipologie di avvelenamento
I funghi velenosi, in base al tipo di intossicazione che provocano nell'organismo umano, sono suddivisi in due categorie:
- funghi da intossicazione a lunga latenza: le sostanze sintetizzate sono ad azione citotossica o immuno-emolitica (distruzione dei globuli rossi) e li rendono i funghi più pericolosi;
- funghi da intossicazione a breve latenza: meno pericolosi; portano raramente alla morte. Più spesso irritano il tratto tra lo stomaco e il primo tratto intestinale oppure provocano sindromi neurotossiche.

## Intossicazioni a lungo periodo di latenza

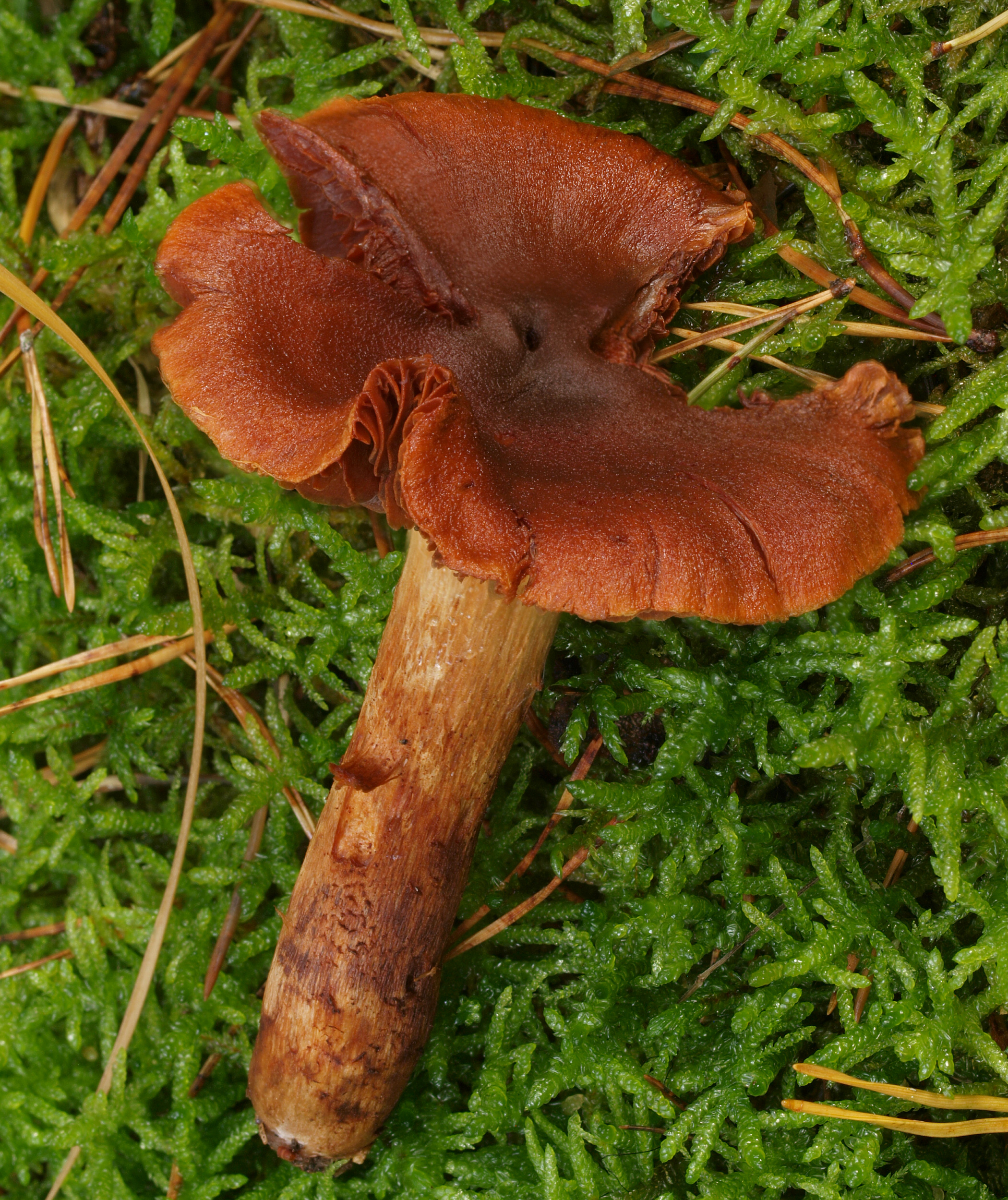
Un esemplare di Cortinarius orellanus

L'intervallo di tempo varia da un minimo di 6-8 ore, fino ad un massimo di 12-24 ore, dalla fine del pasto. Alcune specie appartenenti al genere Cortinarius possono far variare gli intervalli di tempo addirittura da un minimo di 2-3 giorni fino ad un massimo di 15-20 giorni.
Il danno causato nell'organismo umano è grave; questo infatti risponde con ritardo all'ingestione delle micotossine che, indisturbate, procedono la loro azione lesiva. Ne consegue che al manifestarsi dei primi disturbi, non sempre è facile ricondurre la causa all'ingestione dei funghi, e, sebbene possa talvolta risultare possibile, è raro trovare una cura, dal momento che gli organi sono stati già lesi.
Elenchiamo qui sotto i vari tipi di intossicazione a lunga latenza:

### Intossicazione falloidea
Chiamata così dal nome della sua principale specie responsabile: Amanita phalloides. È la sindrome da avvelenamento più conosciuta e più temuta in micologia. Tra le specie che causano questa sindrome, appartenenti al genere Amanita, fanno parte l'Amanita verna che generalmente compare a primavera, l'Amanita virosa e l'Amanita phalloides (quest'ultima, molto diffusa in tutta Italia, è spesso confusa e scambiata dai neofiti con specie commestibili, con esiti quasi sempre mortali). Vengono chiamate la Triade della Morte per la loro elevata pericolosità.
Altre specie che possono causare una manifestazione di questo tipo di intossicazione sono quelle appartenenti al genere Lepiota e Galerina.
Le micotossine presenti nel genere Amanita sono tra le più pericolose data la loro complessità della struttura molecolare che provoca forti disturbi metabolici con la conseguente morte delle cellule epatiche. Due sono le tossine principali: la falloidina e l'amanitina.

### Intossicazione orellanica
Così chiamata per la specie responsabile: Cortinarius orellanus. Questo tipo di avvelenamento è meno frequente, ma il grado di pericolo è lo stesso della falloidea. La micotossina in questione è l'orellanina. Il malessere che si produce dopo l'ingestione di questa specie è solitamente lieve in una prima fase di sviluppo. Segue quindi un periodo di 4 o 5 giorni di completo benessere, ma improvvisamente, passato questo intervallo di tempo, il soggetto inizia a sentire sensazioni di bruciore di stomaco, di sete, crampi muscolari fino a perdita di conoscenza, coma e infine la morte. Questo succede perché, nel periodo dei 4 o 5 giorni di totale benessere, le tossine hanno avuto il tempo di provocare lesioni ai reni e al fegato.
Un'altra specie appartenente a questo genere è, oltre al Cortinarius orellanus, anche il Cortinarius rubellus. Bastano 40 grammi di fungo fresco per portare alla morte un uomo adulto.

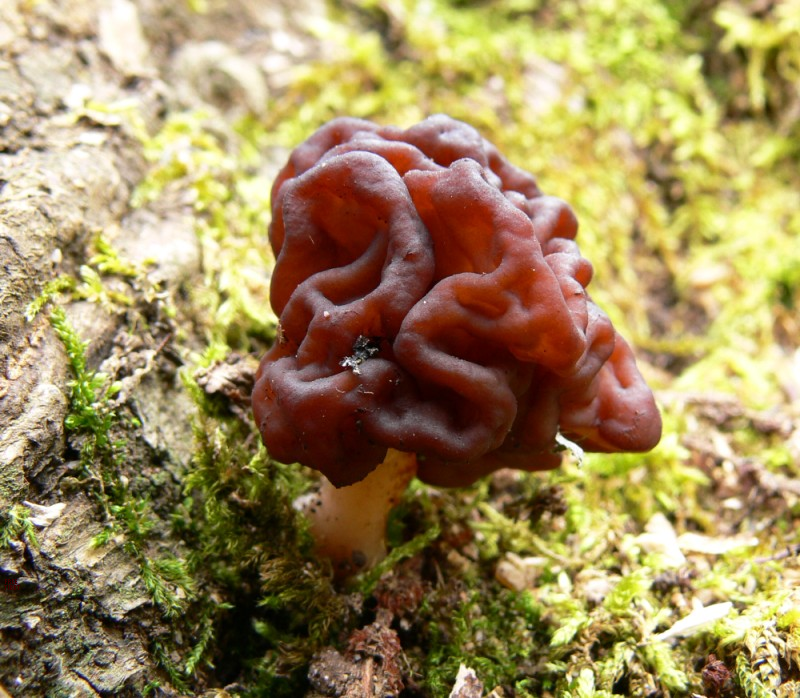
Gyromitra esculenta

### Intossicazione giromitrica
La specie principale responsabile di questo tipo di avvelenamento è la Gyromitra esculenta; genere da cui deriva il nome anche del tipo di micotossina prodotta: la giromitrina. L'effetto di questa tossina è di tipo cumulativo: può infatti succedere che nel soggetto che ingerisce per la prima volta funghi di questo genere non si manifesti alcun tipo di malessere, ma che un secondo ingerimento possa produrre sintomi di intossicazione.
Specie che inducono a questo tipo di intossicazione sono quelle appartenenti ai generi Gyromitra, Cudonia e Helvella.

### Intossicazione rabdomiolitica
Principale specie responsabile di questo tipo di intossicazione è il Tricholoma equestre, fino a poco tempo fa ritenuto commestibile, talmente ricercato che era stato inserito nelle classifiche nazionali di vendita. Poi, verso l'inizio degli anni 2000, una rivista scientifica riportò che in Francia si erano verificati casi di avvelenamento da funghi di questo tipo, portando i soggetti alla stessa conclusione sintomatologica. Alla fine, venne accertato specie responsabile il T. equestre; non è stata isolata con sicurezza una micotossina capace di indurre specificatamente questo tipo di lesioni a carico del tessuto muscolare.

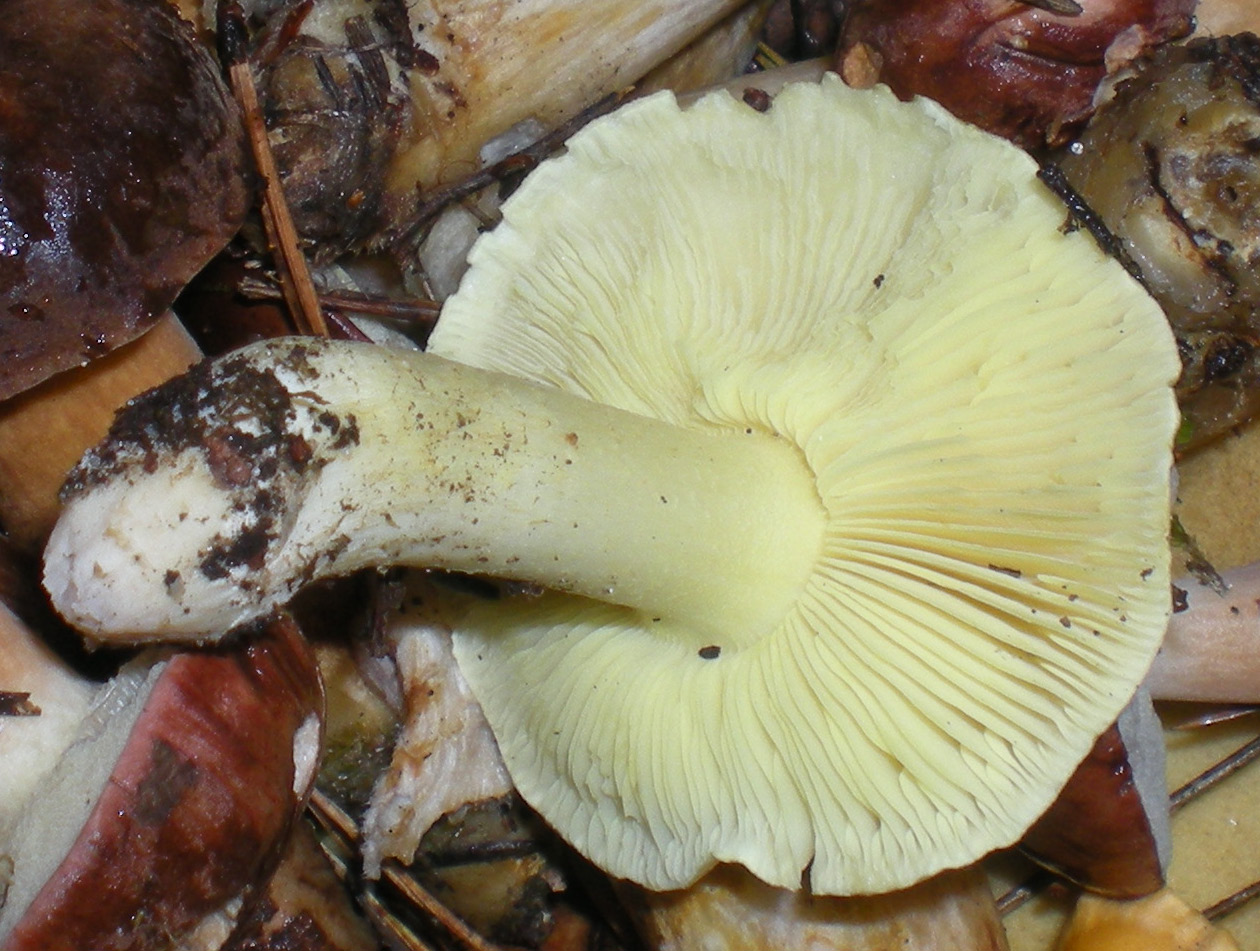
Tricholoma equestre

Una delle principali sindromi indotte da questo tipo di avvelenamento è la rabdomiolisi, una sindrome caratterizzata da una distruzione diffusa delle cellule muscolari con conseguente ipertermia, ipotermia, ischemia, disturbi metabolici ecc.
A livello sintomatico, il soggetto si sente improvvisamente stanco, debole e accusa dolori muscolari accompagnati da crampi. Segue poi una fase di malessere generale, sudorazione, malfunzionamento dell'attività renale con emissione di urine di colore scuro.
Le Autorità sanitarie italiane hanno vietato, con Decreto ministeriale dell'agosto 2002, la raccolta e il commercio del T. equestre.

### Intossicazione acromelalgica (o eritromelalgica)
Sindrome da intossicazione sconosciuta in Italia (salvo un caso in Abruzzo causato dall'ingestione di Clitocybe amoenolens), mentre è più noto il suo manifestarsi in Corea e in Giappone; specie principale responsabile è la Clitocybe acromelalga.
Le micotossine responsabili di questo tipo di intossicazione non sono state ancora individuate e identificate con sicurezza. I principi tossici finora scoperti e contenuti nelle specie orientali, chiamati acidi acromelici, non sono stati ritrovati nella specie C. amoenolens.
I sintomi: forte sensazione di bruciore alle estremità degli arti, persino sulla punta del naso e delle orecchie, simile a una scossa elettrica; la parte cutanea si rigonfia e si scalda. Occorre inoltre alleviare il dolore con qualcosa di freddo come la semplice acqua ghiacciata, evitare di camminare, stare in piedi o applicare calore sulle zone colpite. Farmaci come antinfiammatori e analgesici non producono alcun effetto.
La sindrome acromelalgica non reca danni alle pareti del fegato e dei reni e, sebbene richieda tempi di guarigione abbastanza lunghi (da alcune settimane o mesi, fino ad un anno o più), dal momento che dipende dalla quantità di funghi ingeriti; ha spesso esito favorevole.

### Intossicazione nefrotossica o norleucinica
Sono stati registrati alcuni casi in Italia di avvelenamento causato dall'ingestione di Amanita proxima, diffusa in Toscana, Puglia e Sardegna. Questa specie viene infatti scambiata molto spesso per la Amanita ovoidea, considerata non commestibile ma consumata tradizionalmente in alcuni ambiti locali.
Molti dei sintomi che fanno parte di questo tipo di intossicazione assomigliano a quelli della sindrome orellenica, per quanto riguarda il danno renale acuto, e a quelli della sindrome falloidea, per quanto riguarda dolori gastrointestinali, ansia, nervosismo e vertigini. Sta di fatto che la sindrome nefrotossica, produce danno renale, ma con una evoluzione favorevole, con lento ripristino delle pareti e della funzione, nel giro di 3-4 settimane. Per quanto riguarda l'intossicazione del fegato, si avrà un notevole, marcato, ma temporaneo aumento degli enzimi epatici.
Ci possono essere casi ad esito infausto, in cui il soggetto risulta essere troppo sensibile alla specie fungina responsabile, soprattutto se consumata in pasti ripetuti e ravvicinati. Sono questi i casi registrati in America Settentrionale con specie quali Amanita smithiana, Amanita solitaria e in Giappone con l'Amanita pseudoporphyria. Questi casi sono tuttavia legati all'azione tossica di due tipi di veleni di questi funghi: la norleucina allenica e la clorocrotiglicina. L'unica differenza che riscontriamo tra l'orellanina e la norleucina è data dal fatto che quest'ultima non sembra possa causare lesioni irreversibili, ragione che rende la sindrome nefrotossica meno pericolosa di quella orellanica.

## Intossicazioni a breve periodo di latenza

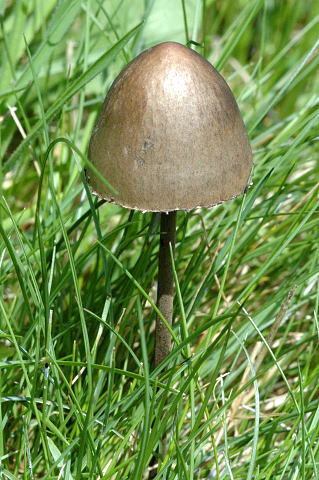
Panaeolus sphinctrinus

Nelle intossicazioni a breve periodo di latenza i sintomi si manifestano dopo 3-4 ore dalla fine del pasto. Questo tipo di intossicazione si manifesta con minore gravità ma con più frequenza. L'avvelenamento presenta un'evoluzione del quadro clinico che si risolve quasi sempre con esito positivo.
L'organismo infatti risponde subito all'ingestione delle micotossine con meccanismi di difesa, quali: diarrea, vomito.
Le sindromi da intossicazione di questo gruppo sono caratterizzate da tossine termostabili, che irritano le mucose dello stomaco e dell'intestino provocando i sintomi già nominati, danni al sistema nervoso (mal di testa, sonnolenza, riduzione dei battiti cardiaci e della frequenza respiratoria, diminuzione della pressione arteriosa).

### Intossicazione paxillica
Sindrome causata dall'ingestione del Paxillus involutus. La specie è ritenuta pericolosa se mangiata da cruda, ma non se cotta o essiccata. Recenti studi osservano una forte tossicità dopo ingestioni tra loro ravvicinate nel tempo, ma si sono verificati casi di intossicazione anche con ingestioni avvenute a distanza di anni, molto spesso per intolleranza da parte del soggetto.
I sintomi legati a questo tipo di intossicazione possono variare da una semplice allergia fino allo shock anafilattico.
Nelle forme più gravi, con periodi di latenza intorno alle 4-9 ore, il quadro clinico peggiora e si verificano forme di anemia, a causa della distruzione dei globuli rossi, insufficienza renale acuta, riduzione della diuresi e collasso cardiocircolatorio.
La sindrome è da considerarsi raramente mortale, ma ci sono stati casi in cui si sono registrati decessi.

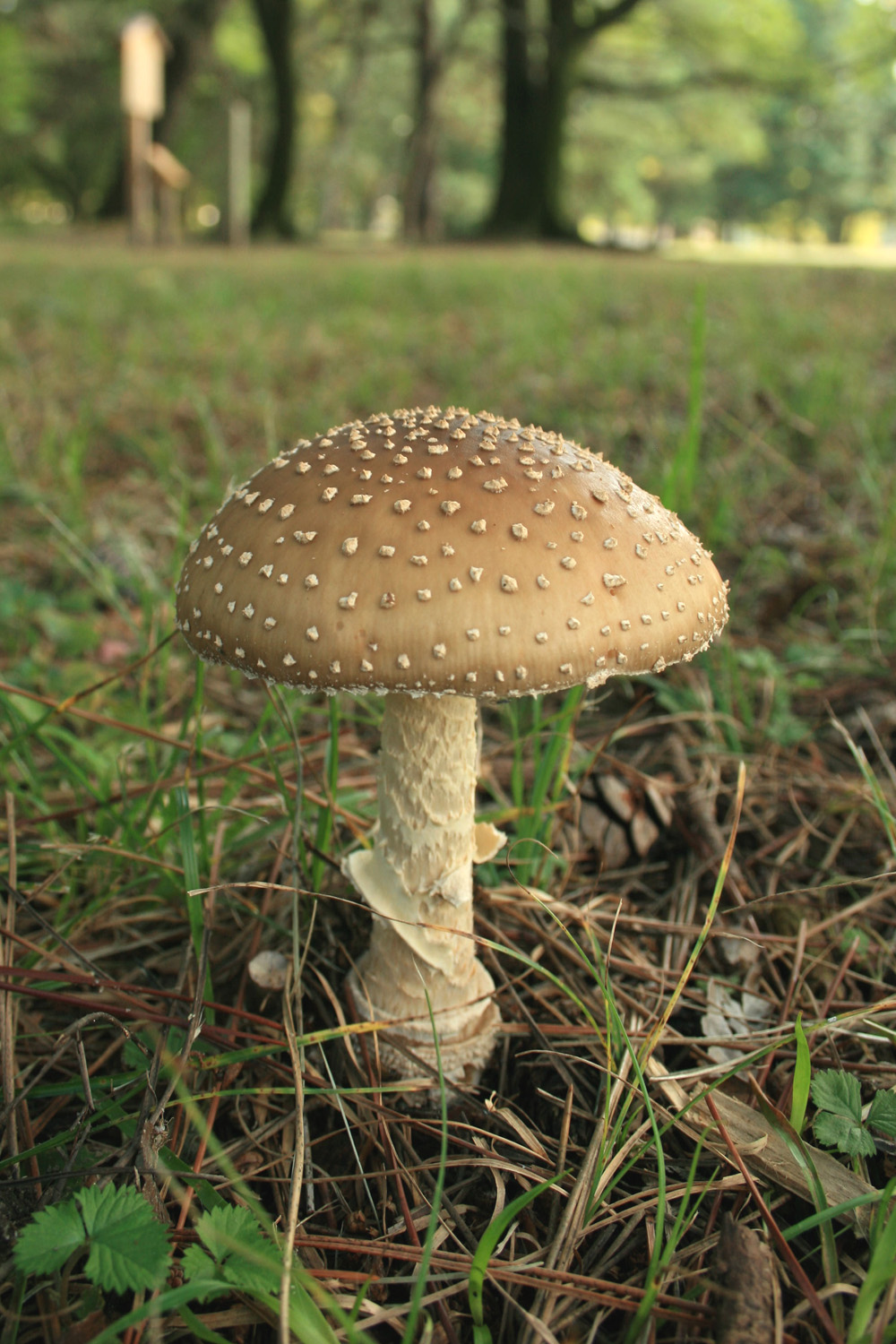
Amanita pantherina

### Intossicazione micoatropinica o anticolinergica (o panterinica)
Gli effetti sono, nella maggior parte dei casi, a spese del sistema nervoso, sia centrale che periferico. Funghi responsabili di questo tipo di sindrome sono l'Amanita muscaria, il classico "fungo delle fiabe", e l'Amanita pantherina.
Queste specie possiedono la capacità di provocare avvelenamenti, più o meno gravi, grazie al loro contenuto di micotossine come l'acido ibotenico, il muscimolo, la muscarina (rispetto alle specie del genere Amanita si trova maggiormente in specie come quelle dei generi Clitocybe e Inocybe).
I sintomi in questione possono essere sbalzi di umore come l'alternanza di momenti di iperattività, di eccitazione e momenti di torpore e sonno profondo. Se l'ingerimento dei funghi si svolge in maniera continuativa e regolare, le capacità neuropsichiche vengono compromesse gravemente; in seguito giungono manifestazioni convulsive, coma e morte.
Da sottolineare però il fatto che le concentrazioni di micotossine in specie come l'A. muscaria varino a seconda del luogo di crescita e di raccolta della specie. In Siberia e in India, ad esempio, la specie viene consumata per i suoi effetti allucinogeni; nel nord Italia, per uso alimentare.

### Intossicazione psilocibinica o narcotico-psicotropa
Forse l'unico tipo di avvelenamento causato volontariamente (le intossicazioni involontarie sono molto rare).
Il quadro clinico che spesso si presenta assomiglia molto a quello dell'intossicazione da alcool. Nella maggior parte delle volte, si hanno allucinazioni che interessano tutti i sensi (vista, udito, tatto, olfatto, gusto). Le tossine agiscono sul sistema nervoso e sono la psilocibina e la psilocina, contenute nella specie Psilocybe mexicana. Altri generi che contengono tossine affini sono Panaeolus, Gymnopilus, Stropharia.
L'azione di queste neurotossine è molto simile a quella delle droghe più potenti come l'LSD (dietilamide dell'acido lisergico).

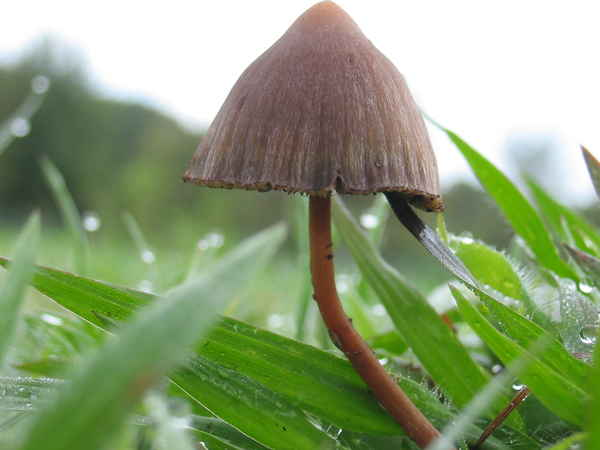
Psilocybe mexicana

Le specie che inducono questo tipo di sindrome sono riconoscibili per la loro morfologia caratteristica (si pensi al Panaeolus sphinctrinus) ma anche per le loro proprietà organolettiche. Infatti, alcune specie hanno un sapore acre e sgradevole. Il genere Psilocybe è caratterizzato da un forte odore di farina, con un retrogusto leggero di odore di rapa. Il genere Stropharia, invece, presenta una mescolanza tra odore di rapa e di lievito.
Sebbene la maggior parte dei funghi appartenenti a questi generi si trovino prevalentemente in America centrale e del sud, altre specie come quelle appartenenti al genere Gymnopilus, come il Gymnopilus spectabilis e il già menzionato P. sphinctrinus, che hanno effetti allucinogeni, crescono anche in Italia.
Il consumo di funghi allucinogeni risale fino ai tempi più antichi. Gli effetti psichici erano ben noti già alle popolazioni indigene del centro America, come Incas e Aztechi. L'uso di queste sostanze era principalmente fatto per scopi religiosi come cerimonie, riti propiziatori, per entrare in contatto con le divinità, dare coraggio e ardimento ai combattenti prima di intraprendere importanti battaglie.
Si verificano alterazioni neuropsichiche gravi, in cui il soggetto è portato addirittura a manie suicide e omicide, ma l'esito degli avvelenamenti è solitamente favorevole.

### Intossicazione muscarinica o colinergica
L'avvelenamento, e la conseguente sindrome, è causato dall'azione di una micotossina denominata muscarina, contenuta in funghi appartenenti ai generi Clitocybe e Inocybe; il quadro clinico si caratterizza per una certa iperattività del sistema colinergico, da cui consegue un aumento di produzione da parte delle ghiandole salivari, lacrimali, sudoripare e bronchiali.
Dopo 3-4 ore dalla fine del pasto, possono cominciare a comparire sintomi gastrointestinali, ma fortunatamente l'esito è, nella maggior parte dei casi, favorevole.
Le specie fungine responsabili della comparsa di questa sindrome sono diffuse ampiamente in tutta Italia.

### Intossicazione coprinica
Sindrome che si manifesta solo se, all'ingestione dei funghi, viene accompagnato anche un contemporaneo consumo di bevande alcoliche. Il consumo di specie come Coprinus atramentarius, Coprinellus micaceus e Boletus luridus può causare avvelenamento, se avviene insieme al consumo di bevande alcoliche, altrimenti non compare alcun malessere o disturbo gastrointestinale.
Il C. atramentarius contiene una sostanza chiamata coprina che a contatto con l'organismo si trasforma in un altro tipo di composto, capace di influire sui processi di metabolizzazione dell'alcol, con un conseguente accumulo di acetaldeide.
Se si presentano casi di avvelenamento, la gravità di questo può dipendere dal grado di tolleranza dell'alcol. Di solito l'evoluzione della sindrome è favorevole, dal momento che ai primi disturbi ci si accorge del vero motivo di origine del malessere e viene quindi interrotta l'assunzione di alcol almeno per 4-5 giorni successivi all'ingestione.

### Intossicazione gastrointestinale o resinoide
È tra le sindromi più frequenti, nei casi registrati. Il motivo è dato dal fatto che numerose specie fungine contengono le stesse tossine capaci di irritare la mucosa dello stomaco e del tratto gastrointestinale.
La sintomatologia che ne consegue è caratterizzata da mal di testa, vomito, nausea, diarrea, crampi. L'esito è quasi sempre favorevole, perché il soggetto ha il tempo di correlare tra loro l'ingestione dei funghi con la precoce comparsa di disturbi intestinali. Disturbi che possono quindi allarmarlo, facendolo ricorrere a interventi sanitari, e sintomi come diarrea e vomito, aiutano nel frattempo a eliminare residui di cibo, e in generale, veleno.
Ci sono casi in cui il quadro clinico può avere andamenti sfavorevoli, talmente sfavorevoli da far assomigliare l'intossicazione a quella falloidea. Questo perché i veleni contenuti nell'A. phalloides sono gli stessi (o simili) a quelli contenuti nelle specie che provocano la sindrome gastrointestinale.
I casi che hanno prodotto decessi, comunque, si sono verificati in persone come bambini, anziani, adulti già malati per altre cause. La disidratazione, la perdita di liquidi e sali minerali può aggravare la situazione fisica del soggetto, complicando l'apparato cardiocitcolatorio e portarlo infine alla morte.
I funghi responsabili di questa sindrome sono: l'Entoloma sinuatum, l'Omphalotus olearius, il Tricholoma pardinum, il Boletus satanas, l'Hypholoma fasciculare, il Lactarius torminosus, la Ramaria formosa.
Viene vivamente consigliato di astenersi al consumo di alcune specie fungine come l'Armillaria mellea, il Boletus erythropus, il Boletus luridus e la Clitocybe nebularis, anche se molti appassionati considerano ancora queste specie "commestibili".

## Tabelle riassuntive
| Sindrome a lunga latenza | Tempo di comparsa                       | Disturbi | Specie responsabili |
| ------------------------ | --------------------------------------- | --- | --- |
| Falloidea                | da 6-8 a 12-24 ore                      | Malesseri gastrointestinali, disidratazione, riduzione della pressione sanguigna, delirio, ipoglicemia, insufficienza renale, coma epatico, morte               | Amanita verna, Amanita virosa, Amanita phalloides, Lepiota helveola, Lepiota josserandii, Lepiota subincarnata, Lepiota brunneoincarnata, Galerina marginata |
| Orellanica               | da 6-10 ore a 4-5 fino a 20 giorni      | Nausea, mal di testa, dolori muscolari, danni renali gravi | Cortinarius orellanus |
| Giromitrica              | da 6-8 ore a un massimo di 24 ore       | Stanchezza, crampi allo stomaco, vomito, agitazione, delirio, fegato e milza ingrossati                                                                         | Gyromitra esculenta, Gyromitra gigas |
| Rabdomiolitica           | da 24 a 72 ore                          | Debolezza, dolori alla muscolatura degli arti, sudorazione, crampi, emissione di urine dal colore scuro                                                         | Tricholoma equestre |
| Acromelalgica            | da 48-72 ore a un massimo di 4-6 giorni | Forti dolori alle estremità degli arti simili a "scossa elettrica" o "puntura di spillo", comparsa di edemi e arrossamento della cute a livello delle estremità | Clitocybe amoenolens |
| Nefrotossica             | da 6-10 fino a 12-48 ore                | Vomito, diarrea, nervosismo, vertigini, insufficienza renale | Amanita proxima |

| Sindrome (a breve latenza)           | Tempo di comparsa dalla fine del pasto | Disturbi | Specie responsabili |
| ------------------------------------ | -------------------------------------- | --- | --- |
| Paxillica                            | 1-4 ore                                | Nausea, diarrea, vomito, distruzione dei globuli rossi, grave anemia, collasso, shock anafilattico | Paxillus involutus, Paxillus rubicundulus |
| Micoatropinica o anticolinergica     | da 15-30 minuti a 2-3 ore              | Mal di testa, aumento salivazione, iperattività, eccitazione, delirio, allucinazioni, torpore, sonnolenza | Amanita pantherina, Amanita muscaria (e altre specie) |
| Psilocibinica o Narcotico-psicotropa | da 15 minuti a 1-2 ore                 | Allucinazioni, delirio, sensazione di sognare, alterata percezione dello spazio e del tempo, disturbi dell'umore (depressione, agitazione, stato maniacale)                                                            | Psilocybe semilanceata, Panaeolus sphinctrinus, Panaeolus subbalteatus, Gymnopilus spectabilis, Pluteus salicinus |
| Muscarinica o Colinergica            | da 15 minuti a 2 ore                   | Salivazione intensa, sudorazione abbondante, lacrimazione, nausea, diarrea, vomito, dolori addominali, brividi, tremori, riduzione pressione sanguigna, restringimento delle pupille, raro collasso cardiocircolatorio | Clitocybe phyllophila, Inocybe rimosa, Inocybe patouillardi, Inocybe geophylla, Mycena pura, Mycena rosea, Mycena pelianthina |
| Coprinica                            | da pochi minuti a 2 ore                | Aumento pressione sanguigna, vasodilatazione, sudorazione, perdita delle forze, arrossamento del viso, del collo, del torace, prurito, allergia                                                                        | Coprinus atramentarius |
| Gastrointestinale                    | da pochi minuti a 1 o 3 ore            | Nausea, vomito, diarrea, crampi | Agaricus xanthodermus, Entoloma sinuatum, Omphalotus olearius, Tricholoma pardinum, Boletus satanas, Hypholoma fasciculare, Lactarius torminosus, Ramaria formosa, Russula emetica, Scleroderma citrinum, Macrolepiota venenata. |

## Tossine prodotte dai funghi
Parliamo di tossicologia, per indicare quel settore della biologia che studia il meccanismo di azione e gli effetti di un veleno o tossina, sull'organismo (es. veleni prodotti da batteri, da piante, da animali, da funghi, ma anche da metalli pesanti). Parliamo invece, più specificatamente, di micotossicologia, per indicare quel ramo della tossicologia, che si occupa degli avvelenamenti da funghi.
Vengono chiamati micotossine i veleni contenuti nelle specie dei funghi velenosi. La maggior parte di queste sostanze tossiche è estranea all'organismo; vengono pertanto raggruppate nel gruppo dei veleni esogeni, che quindi si trovano in natura (veleni naturali) o sono prodotti in laboratorio (veleni sintetici). Si parla quindi di avvelenamento o intossicazione quando queste sostanze entrano a contatto con l'organismo.
La conoscenza delle micotossine detiene pertanto un ruolo importante per determinare la gravità del danno causato nell'organismo dopo l'ingestione di una specie fungina. Questa conoscenza va poi integrata con l'analisi di tutti i fattori che comportano ad aggravare il quadro clinico. I funghi possono essere inoltre attaccati da parassiti, possono essere in stato di maturazione avanzato, poco cotti, conservati male o troppo a lungo prima di essere consumati e possono sviluppare ulteriori tossine nocive per l'organismo
In base alla temperatura di cottura, possiamo suddividere le tossine in due categorie:

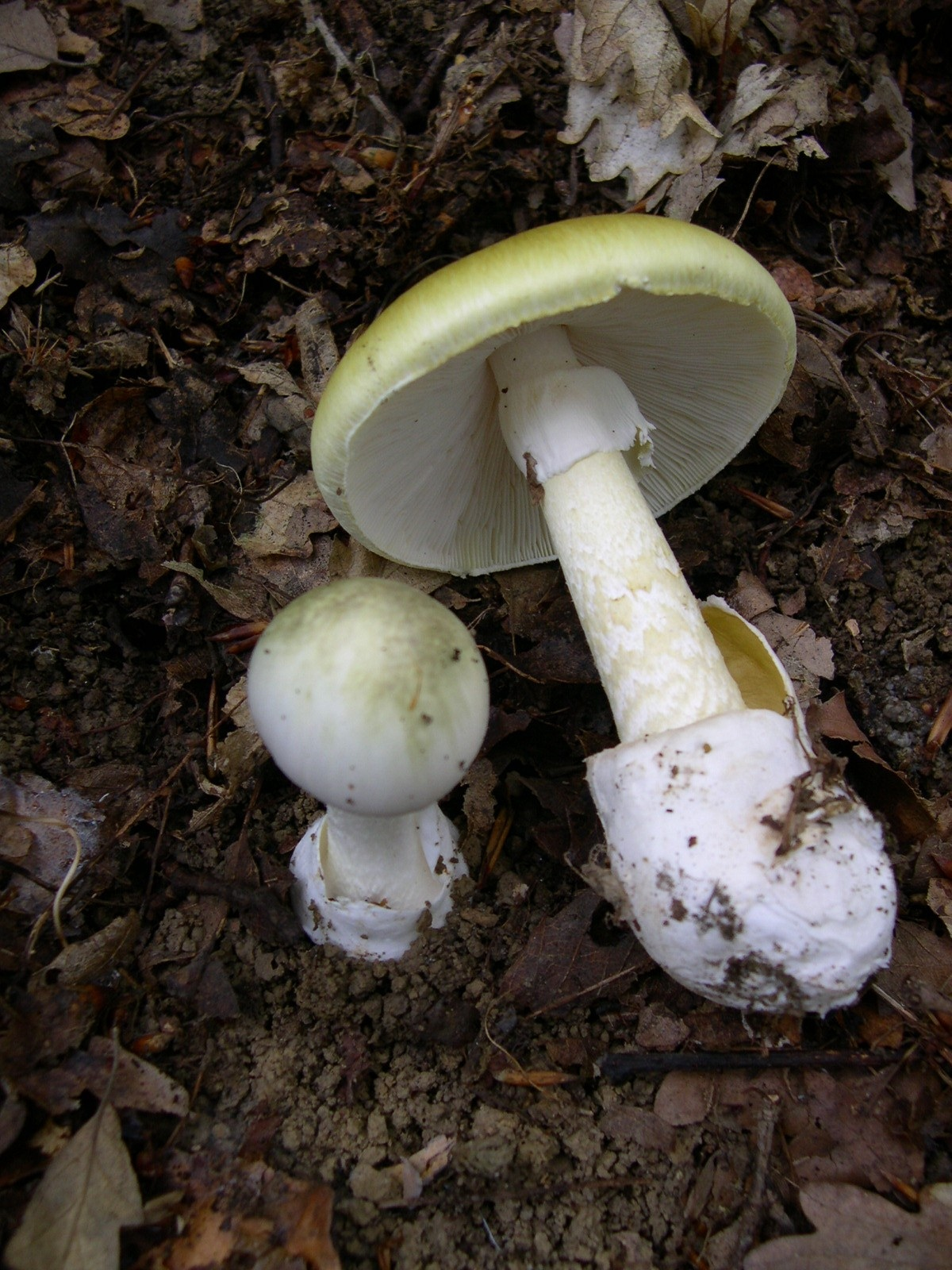
Amanita phalloides

- Tossine termolabili
- Tossine termostabili

### Tossine termolabili

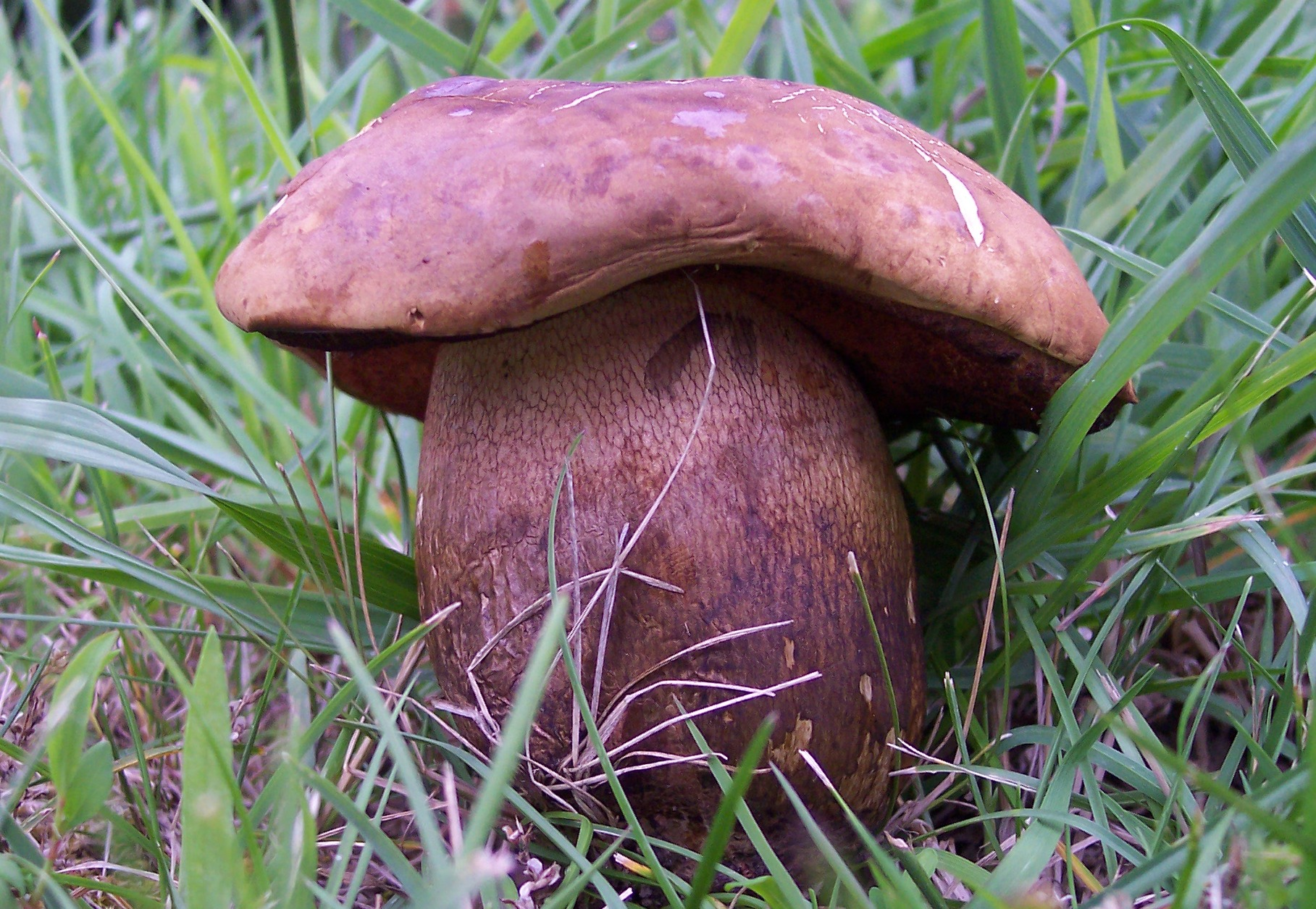
Boletus luridus

Vengono definite termolabili quelle tossine o quei veleni che vengono eliminati dal calore, quando la temperatura raggiunge e/o supera i 70 °C. Possiamo eliminare completamente la pericolosità di un fungo composto solamente da tossine termolabili se cotto per 15-20 minuti. Tra i funghi a tossine termolabili ricordiamo: Armillaria mellea, Amanita rubescens, Boletus luridus, Boletus erythropus, Boletus queletii, Lepista nuda e le specie del genere Morchella.

### Tossine termostabili
Questa categoria di tossine riguarda quei veleni che mantengono immutata la loro potenzialità di causare danni all'organismo umano. Le tossine in questione sono estremamente pericolose e l'avvelenamento si conclude quasi sempre con la morte dell'individuo. Funghi come A. phalloides e il C. orellanus sono già registrate come specie mortali per eccellenza, sono sufficienti piccole quantità come 30-50 grammi di fungo fresco.

## Micotossine per effetto
Vi è inoltre un altro tipo di categorizzazione delle micotossine, cioè in base all'effetto:
- Tossine a effetto citotossico
- Tossine a effetto neurotossico
- Tossine a effetto gastrointestinale

### Effetto citotossico
In questo caso si ha la distruzione generale delle cellule di organi e apparati vitali come il fegato, il pancreas, i reni, i muscoli e il cuore.
Con il tempo le funzioni principali cessano e si rischia di avere un esito sfavorevole, che si conclude con la morte del soggetto.
Ricordiamo, tra le specie appartenenti al genere Amanita, Cortinarius, Lepiota e Gyromitra.
Le tossine appartenenti a questo gruppo di funghi sono l'alfa-amanitina, la giromitrina, l'orellanina, l'idrazina, l'aflatossina, la muscarina e la cortinarina.

### Effetto neurotossico
Il danno interessa in gran parte il sistema nervoso e determina l'insorgere di disturbi neurologici. A questi vengono accompagnati dolori addominali, sonnolenza, torpore, iperattività, allucinazioni e delirio.
Ne fanno parte le specie Psilocybe semilanceata, Panaeolus sphinctrinus, Panaeolus subbalteatus, Gymnopilus spectabilis, Pluteus salicinus, Stropharia aeruginosa, Stropharia cyanea, ma anche la stessa A. muscaria e A. pantherina.
Le tossine principali sono la muscarina, l'acido ibotenico e il muscimolo, la psilocina e la psilocibina.

### Effetto gastrointestinale
Le tossine appartenenti a questa categoria causano problemi, più che negli adulti, in soggetti che sono già debilitati per altri motivi, come bambini e anziani. Si ha perdita di liquidi, vomito e diarrea, ma raramente si arriva al decesso.
Le specie che contengono questo tipo di tossina appartengono ai generi Entoloma, Boletus, Omphalotus, Ramaria, Hypholoma, Tricholoma.